# Podospora vesticola
Podospora vesticola är en svampart som först beskrevs av Berk. & Broome, och fick sitt nu gällande namn av Cain & J.H. Mirza ex Kobayasi 1969. Podospora vesticola ingår i släktet Podospora och familjen Lasiosphaeriaceae.   Inga underarter finns listade i Catalogue of Life.
I den svenska databasen Dyntaxa används istället namnet Schizothecium vesticola för samma taxon.  Arten är reproducerande i Sverige.